# Wilhelm Holzbauer
Wilhelm Holzbauer (n. 3 septembrie 1930, Salzburg, Republica Austriacă – d. 15 iunie 2019, Viena, Austria) a fost un arhitect austriac, remarcat ca fiind un modernist „pragmatic”. A fost student al lui Clemens Holzmeister la Universitatea de Tehnologie din Viena între anii 1950–1953. Între anii 1956–1957 a fost bursier Fulbright la Institutul de Tehnologie din Massachusetts. Din 1977 până în 1998 a fost profesor la University of Applied Arts Vienna. 

## Proiecte

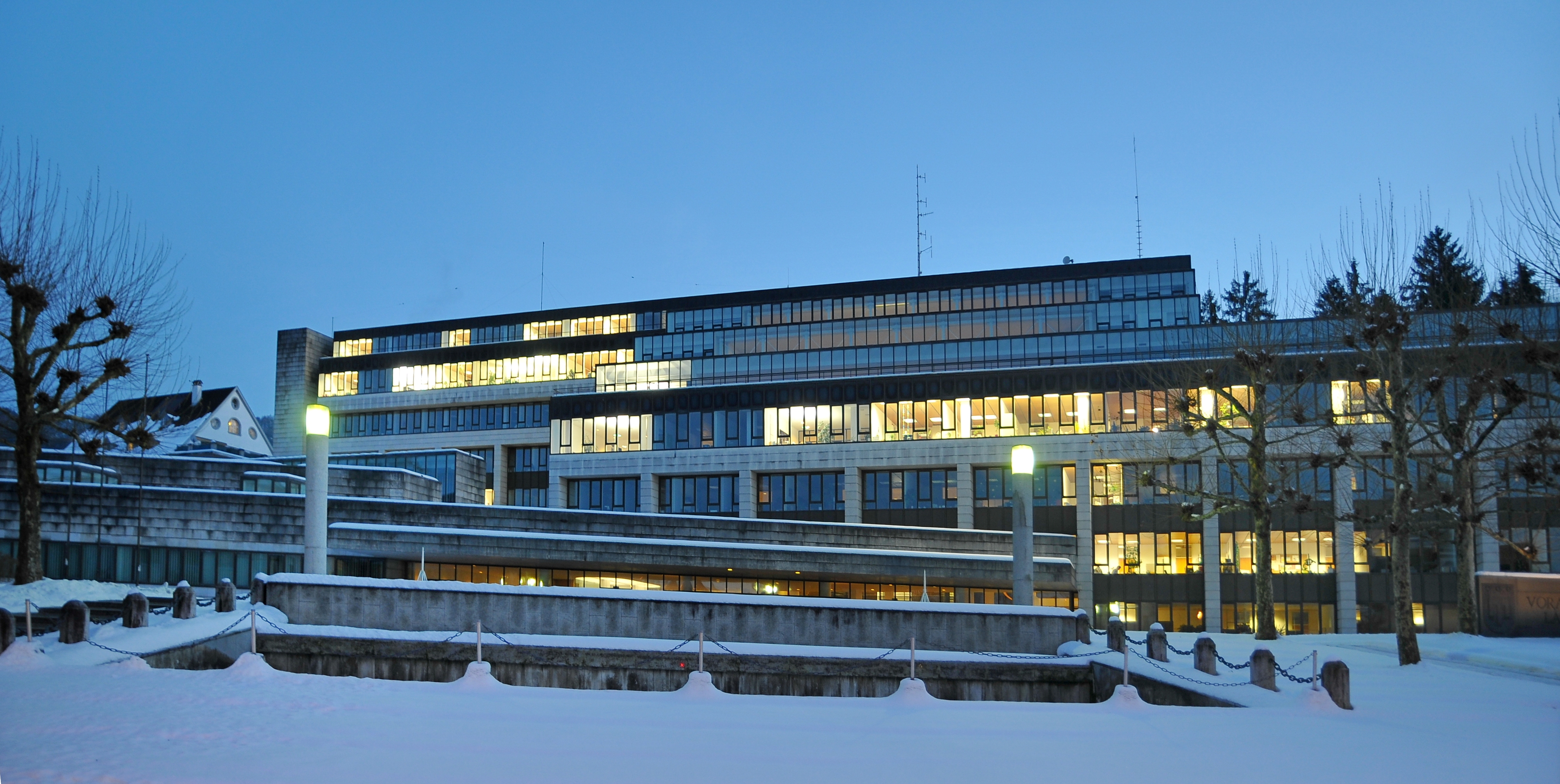
Landhaus în Brengenz (1975-1981)
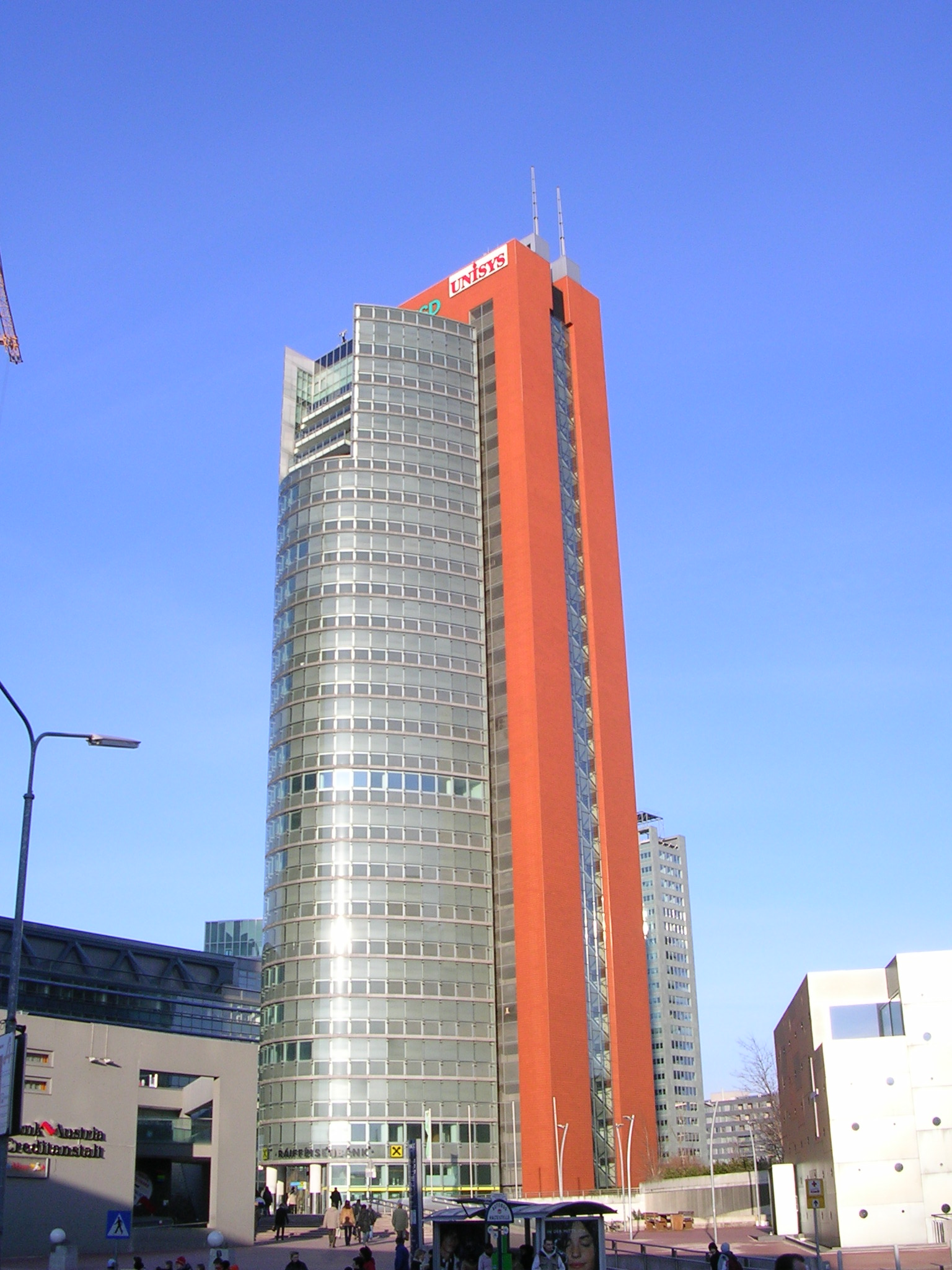
Turnul Andromeda Viena (1996-1998)
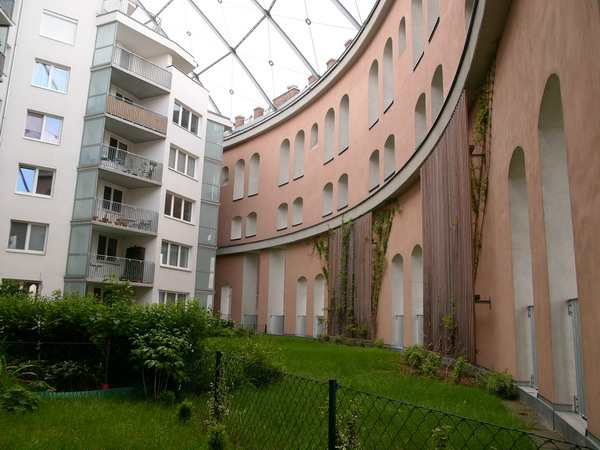
Gasometer D, Viena (1999-2001)
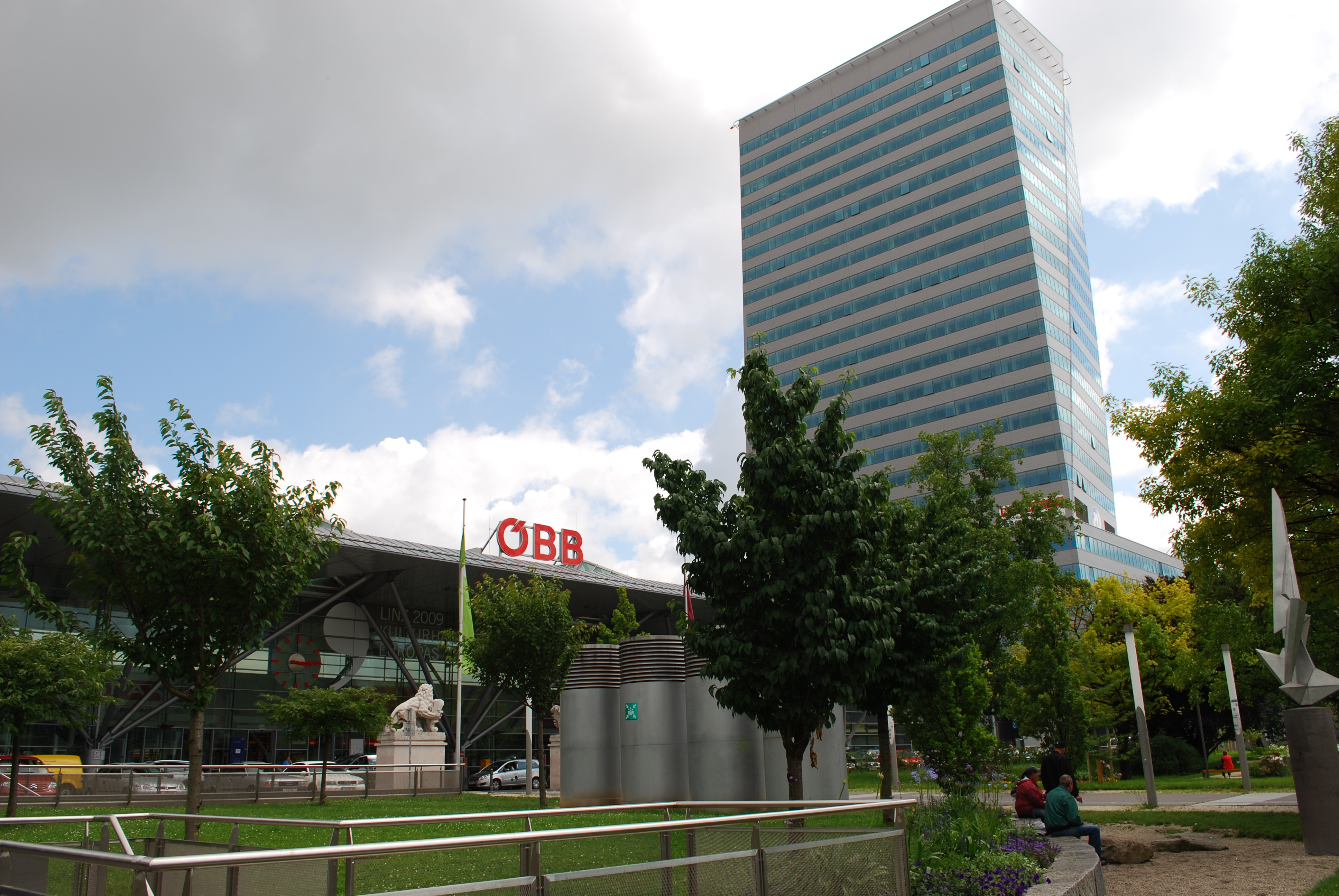
Gara Centrală Linz (2001-2005)
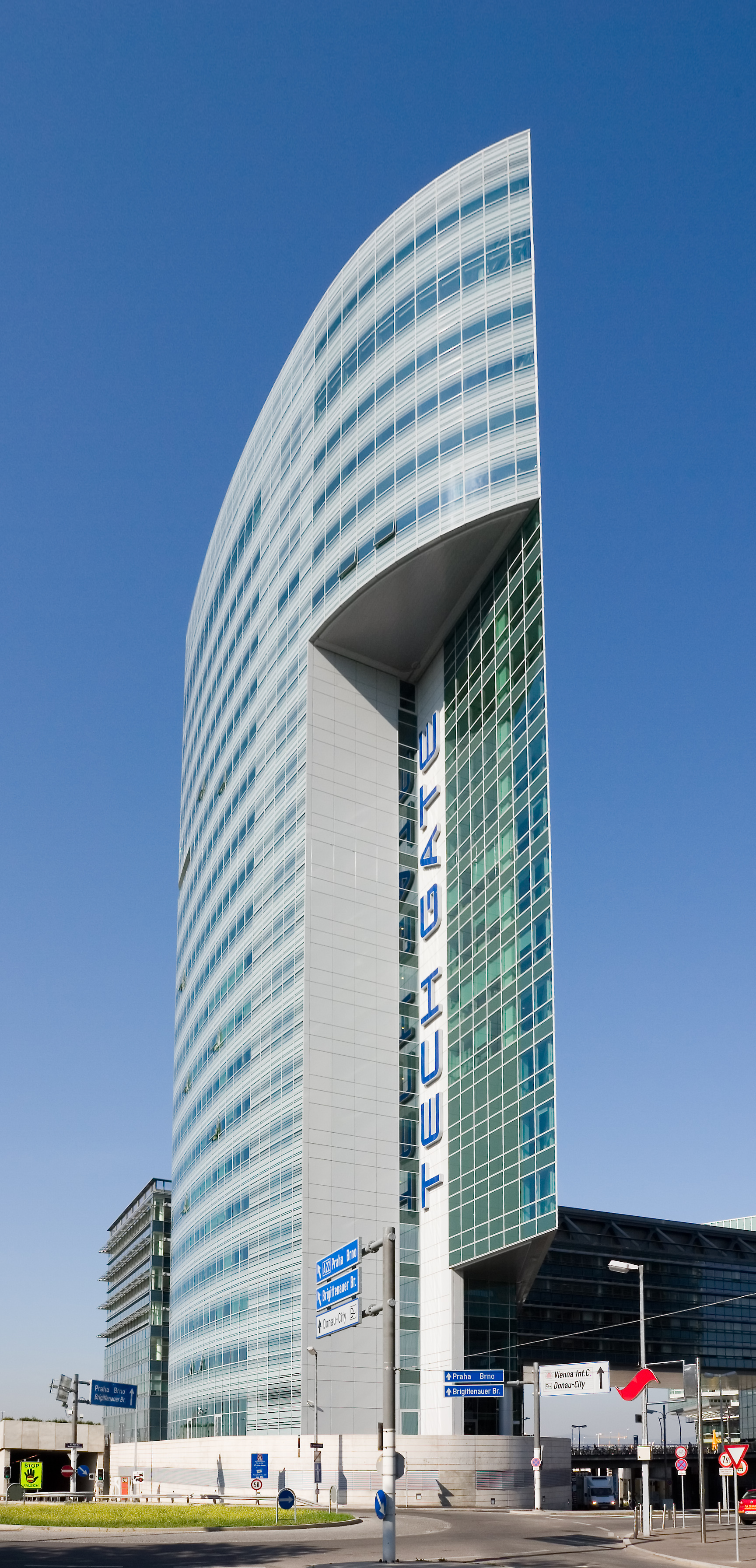
Tech Gate Tower, Viena (2003-2005)

## Articole conexe
- Listă de artiști plastici și arhitecți austrieci